# 梅津政景
梅津 政景（うめづ まさかげ）は、安土桃山時代から江戸時代前期にかけての武将。出羽国久保田藩家老。

## 経歴
兄、梅津憲忠と共に佐竹義宣の茶坊主となり、金阿弥と称して近侍した。その後蓄髪して主馬と名乗る。算用、文筆に精通し能吏として台頭、主に行政面で活躍した。一方で馬術にも堪能で、武将としての才幹もあった。慶長7年（1602年）、佐竹家が出羽秋田に移封されるとこれに従い、久保田藩（秋田藩）の創設に尽力し、兄と共に家老や勘定奉行などの要職を歴任した。慶長20年（1615年）には大坂夏の陣にも参陣している。
政景の業績に触れる上で欠かせないのが銀山奉行としての活躍である。義宣が秋田に移って5年後、雄勝郡の院内に銀山が開拓されたが、ならず者が跋扈し、犯罪の横行する無法地帯と化しており、産出量も芳しくなかった。政景は渋江政光の義宣への提言によって銀山奉行に選ばれ、綱紀の是正と銀山の整備に尽力した。政景の施政が奏功して銀山の治安は徐々に回復し、産出量も増加、やがて久保田藩は夥しい金銀を産出するようになり、文字通りの黄金時代を迎えた。政景は卓越した理財家としての評価を得、義宣も一層の信頼を寄せるようになった。
寛永年期に入ると家老に昇進し、兄・憲忠や渋江政光の弟・小場宣忠と共に藩政を取り仕切った。寛永10年（1633年）に義宣が没した際、政景も重病の床にあったが、病を押して葬儀を指揮した。このため病状が悪化し、2か月後に後を追う様に死去した。
政景が書いた『梅津政景日記』は、久保田藩の藩政や当時の武士・庶民の生活を現代に伝える貴重な史料となっている。

## 岩堰用水路
政景が知行地として与えられた比井野村（現在の能代市二ツ井町）は、至近を流れる米代川に対し高台にあるため水利が悪く、江戸時代の初めは戸数も15～16戸の寒村であった。そこで政景は隣の藤琴村矢坂の藤琴川から延々用水路を引き、新田を拓いた。用水路が容易につくれない山岳部は、岩をくりぬきトンネルを掘って繋いだ。これが岩堰用水路であり、明治期に改修を受けた上で現在も使われている。新田ができたため比井野村は人口が増え石数も飛躍的に伸びた。政景は大明神として岩関神社に祀られ、現在でも盛大な祭りが行われている。